# Unione Sportiva Lucchese Libertas 1934-1935
Questa pagina raccoglie i dati riguardanti l'Unione Sportiva Lucchese Libertas nelle competizioni ufficiali della stagione 1934-1935.

## Rosa
| N. |                   | Ruolo | Calciatore         |
| -- | ----------------- | ----- | ------------------ |
|    | Italia (bandiera) | C     | Pio Roberto Alice  |
|    | Italia (bandiera) | C     | Piero Andreoli     |
|    | Italia (bandiera) |       | Dino Barluzzi      |
|    | Italia (bandiera) | C     | Guido Dossena      |
|    | Italia (bandiera) | A     | Giuseppe Galluzzi  |
|    | Italia (bandiera) | A     | Antonio Giordani   |
|    | Italia (bandiera) | A     | Francesco Imberti  |
|    | Italia (bandiera) | A     | Mariano Marianetti |
|    | Italia (bandiera) | A     | Osvaldo Martini    |
|    | Italia (bandiera) | A     | Danilo Michelini   |
|    | Italia (bandiera) | C     | Selvaggio Morelli  |

| N. |                   | Ruolo | Calciatore          |
| -- | ----------------- | ----- | ------------------- |
|    | Italia (bandiera) | C     | Luigi Oscar Moroni  |
|    | Italia (bandiera) | P     | Aldo Olivieri       |
|    | Italia (bandiera) | A     | Ferenc Ottavi       |
|    | Italia (bandiera) | A     | Brenno Paoli        |
|    | Italia (bandiera) | P     | Piero Pepi          |
|    | Italia (bandiera) | D     | Antonio Perduca     |
|    | Italia (bandiera) | D     | Ivo Pescini         |
|    | Italia (bandiera) | D     | Lamberto Petri      |
|    | Italia (bandiera) | A     | Alberto Pignattelli |
|    | Italia (bandiera) | A     | Raffaele Rivolo     |
|    | Italia (bandiera) | A     | Bruno Scher         |

## Risultati

### Serie B

#### Girone A

##### Girone di andata
| Cagliari 30 settembre 1934 1ª giornata | Cagliari        | 0 – 0 referto | Lucchese | \| Arbitro: \| Scotto (Savona) \| |
| Arbitro:                               | Scotto (Savona) |               |          |                                   |

| Lucca 7 ottobre 1934 2ª giornata | Lucchese | 3 – 0 | Legnano |  |

| Arbitro: | Cerati (Como) |

|            |           |  |
| Lodi I 77’ | Marcatori |  |

| Arbitro: | Mauri (Como) |

|       |           |  |
| Scher | Marcatori |  |

| Arbitro: | Brisca (Novara) |

|                     |           |  |
| Andreoli Pignatelli | Marcatori |  |

| Arbitro: | Mauri (Como) |

|                          |           |          |
| Bertoni ?’, ?’, ?’ Preti | Marcatori | Giordani |

| Arbitro: | Saracini (Ancona) |

|                          |           |               |
| Moretti Imberti Andreoli | Marcatori | ?’, ?’ Antona |

| Arbitro: | Pirovano (Monza) |

|                 |           |            |
| Biagi Giorgetti | Marcatori | Marianetti |

| Arbitro: | Bertone (Torino) |

|        |           |                 |
| Rivolo | Marcatori | ?’ (rig.) Poggi |

| Arbitro: | Zallone (Bari) |

|                                     |           |               |
| Nicolosi Bianzino Bedendo ?’ (rig.) | Marcatori | Imberti Scher |

| Arbitro: | Mazzarini (Roma) |

|  |           |                     |
|  | Marcatori | Galli ?’, ?’ Romano |

| Arbitro: | Gonani (Ravenna) |

|      |           |            |
| Calò | Marcatori | Marianetti |

| Arbitro: | Bertoli (Vicenza) |

|                 |           |  |
| Ottavi Giordani | Marcatori |  |

| Arbitro: | Biancone (Roma) |

|         |           |          |
| Cornara | Marcatori | Andreoli |

| Arbitro: | Ghetti (Modena) |

|                       |           |                    |
| Boffi ?’, ?’ Formenti | Marcatori | Marianetti Imberti |

##### Girone di ritorno
| Arbitro: | Pirovano (Monza) |

|                   |           |  |
| Rivolo Marianetti | Marcatori |  |

| Arbitro: | Galeati (Bologna) |

|          |           |         |
| Solbiati | Marcatori | Imberti |

| Arbitro: | Fois (Roma) |

|       |           |  |
| Scher | Marcatori |  |

| Pavia 10 marzo 1935 19ª giornata | Pavia              | 0 – 2 A tav. referto | Lucchese | \| Arbitro: \| Brunelli (Bologna) \| |
| Arbitro:                         | Brunelli (Bologna) |                      |          |                                      |

| Arbitro: | Turbiani (Ferrara) |

|  |           |          |
|  | Marcatori | Giordano |

| Arbitro: | Mattea (Torino) |

|           |           |  |
| Scher 59’ | Marcatori |  |

| Arbitro: | Gondola (Monfalcone) |

|                |           |                  |
| Mariani Busani | Marcatori | Imberti Andreoli |

| Arbitro: | Pasinato (Vicenza) |

|                         |           |  |
| Andreoli ?’, ?’ Imberti | Marcatori |  |

| Arbitro: | Piccoli (Bologna) |

|               |           |              |
| Libonatti 15’ | Marcatori | 77’ Galluzzi |

| Arbitro: | Pirovano (Monza) |

|                    |           |                 |
| Andreoli ?’ (rig.) | Marcatori | ?’, ?’ Nicolini |

| Arbitro: | Turbiani (Ferrara) |

|          |           |  |
| Rizzotti | Marcatori |  |

| Arbitro: | Casati (Como) |

|                               |           |                 |
| Scher ?’, ?’ Martini Giordani | Marcatori | ?’, ?’ Ferretti |

| Arbitro: | Ghetti (Modena) |

|  |           |         |
|  | Marcatori | Martini |

| Arbitro: | Salvagno (Trieste) |

|                 |           |        |
| Alice Michelini | Marcatori | Pasini |

| Lucca 2 giugno 1935 30ª giornata | Lucchese | 0 – 0 | Seregno |  |

## Statistiche

### Statistiche di squadra
| Competizione | Punti | In casa | In casa | In casa | In casa | In casa | In casa | In trasferta | In trasferta | In trasferta | In trasferta | In trasferta | In trasferta | Totale | Totale | Totale | Totale | Totale | Totale | DR |
| Competizione | Punti | G       | V       | N       | P       | Gf      | Gs      | G            | V            | N            | P            | Gf           | Gs           | G      | V      | N      | P      | Gf     | Gs     | DR |
| ------------ | ----- | ------- | ------- | ------- | ------- | ------- | ------- | ------------ | ------------ | ------------ | ------------ | ------------ | ------------ | ------ | ------ | ------ | ------ | ------ | ------ | -- |
| Serie B      | 34    | 15      | 11      | 2       | 2       | 26      | 11      | 14           | 2            | 6            | 6            | 14           | 20           | 29     | 13     | 8      | 8      | 40     | 31     | +9 |

### Statistiche dei giocatori
| Giocatore     | Serie B  | Serie B |
| Giocatore     | Presenze | Reti    |
| ------------- | -------- | ------- |
| P. Alice      | 28       | 2       |
| P. Andreoli   | 28       | 6       |
| D. Barluzzi   | 7        | 0       |
| G. Dossena    | 22       | 0       |
| G. Galluzzi   | 6        | 2       |
| A. Giordani   | 7        | 3       |
| F. Imberti    | 20       | 7       |
| M. Marianetti | 16       | 4       |
| O. Martini    | 10       | 2       |
| D. Michelini  | 5        | 2       |
| S. Morelli    | 20       | 2       |
| L. Moroni     | 13       | 0       |
| A. Olivieri   | 28       | -?      |
| F. Ottavi     | 8        | 1       |
| B. Paoli      | 2        | 0       |
| P. Pepi       | 1        | -?      |
| A. Perduca    | 25       | 0       |
| I. Pescini    | 27       | 0       |
| L. Petri      | 4        | 0       |
| A. Pignatelli | 2        | 1       |
| R. Rivolo     | 16       | 2       |
| B. Scher      | 24       | 8       |